# Brazoria
Brazoria es un género  de plantas con flores perteneciente a la familia Lamiaceae. Es endémica de Texas en Estados Unidos. Comprende 6 especies descritas y de estas, solo 3 aceptadas.

## Taxonomía
El género fue descrito por Engelm. & A.Gray y publicado en Boston Journal of Natural History 5(2): 255–257. 1845. La especie tipo es: Brazoria truncata (Benth.) Engelm. & A.Gray

## Especies aceptadas
A continuación se brinda un listado de las especies del género Brazoria aceptadas hasta septiembre de 2014, ordenadas alfabéticamente. Para cada una se indica el nombre binomial seguido del autor, abreviado según las convenciones y usos.	
- Brazoria arenaria Lundell, Wrightia 1: 59, 1945
- Brazoria enquistii M.W.Turner, Sida 20(4): 1565-1571; figs. 1-3, 2003
- Brazoria truncata (Benth.) Engelm. & A.Gray, Boston J. Nat. Hist., 5, 256, 1845	
  - Brazoria truncata var. pulcherrima (Lundell) M.W.Turner, Pl. Syst. Evol., 203(1-2): 77, 1996.

Las antiguas especies descritas como Brazoria roemeriana Scheele y Brazoria scutellarioides Engelm. & A.Gray son meros sinónimos y han sido transferidas a un nuevo género monoespecífico: Warnockia M.W.Turner, Pl. Syst. Evol. 203(1-2): 78, nom. nov., 1996 como Warnockia scutellarioides (Engelm. & A.Gray) M.W.Turner.